# Distretto di Pamparomas
Il distretto di Pamparomas è un distretto del Perù nella provincia di Huaylas (regione di Ancash) con 8.607 abitanti al censimento 2007 dei quali 411 urbani e 8.196 rurali.
È stato istituito il 2 gennaio 1857.

## Località
Il distretto è formato dalle seguenti località:
- Racratumanca
- Karka
- Pampap
- Llacta
- Marco
- Perkirka
- Puquio
- San Juanito
- Chorrillos
- Pueblo Pamparomas
- Queropuquio
- Carash
- Ullpan
- Achauas
- Cajabamba Alta
- Cajabamba Baja
- Putaca
- Chaclancayo
- Punin
- Marmay
- Cullashcunca
- Huaracpampa
- Chunya Ruri
- Santa rosa de Coto
- Santa Rosa de Catedral
- Chunya
- Pías
- Nununga
- Ocshapampa
- Antaraca
- Pucará
- Pisha
- Quicacayan
- Carampa
- Pampacancha
- Huarac-huran
- Pichiu
- Carap
- Huáscar
- Carachuco
- Capan
- Huanchuy
- Cajay